# Parafia Matki Bożej Częstochowskiej w Cichach
Parafia Matki Bożej Częstochowskiej w Cichach – parafia rzymskokatolicka, znajdująca się w diecezji ełckiej, w dekanacie Olecko – Niepokalanego Poczęcia Najświętszej Maryi Panny.